# Serie Mundial Femenina de Rugby 7 2016-17
La Serie Mundial Femenina de Rugby 7 2016-17 fue la quinta temporada de la Serie Mundial Femenina de Rugby 7, el circuito de selecciones nacionales femeninas de rugby 7, y la sexta considerando la Challenge Cup 2011-12.
La Serie Mundial Femenina clasificó a Australia, Fiyi, Rusia y Francia a la Copa del Mundo Femenina de Rugby 7 de 2018, sumándose al país anfitrión y a los cuatro mejores equipos de la Copa del Mundo de 2013.

## Equipos
11 equipos tienen estatus permanente. Los 9 mejores equipos de la temporada 2015-16 retuvieron su plaza, dos equipos más obtendrán estatus permanente en un torneo clasificatorio:
| América - Canadá - Estados Unidos Oceanía - Australia - Fiyi - Nueva Zelanda | Europa - España - Francia - Inglaterra - Rusia |

Clasificaron adicionalmente y obtuvieron estatus permanente para la temporada 2016-17:
- Irlanda – tercera plaza (mejor equipo no clasificado) en el Torneo Preolímpico Mundial Femenino de Rugby 7 2016
- Brasil – novena plaza (mejor equipo no clasificado) en los Juegos Olímpicos de Río de Janeiro 2016

Un equipo más será invitado para cada una de las etapas del circuito.

## Formato
Cada torneo se disputa en un fin de semana, a lo largo de dos días. Participan 12 equipos: los 11 de estatus permanente y otro invitado.
Se dividen en tres grupos de cuatro equipos, donde cada uno de estos juega un partido ante sus rivales de grupo. Cada victoria otorga 3 puntos, cada empate 2 y cada derrota 1.
Los dos equipos con más puntos en cada grupo y los dos mejores terceros avanzan a cuartos de final de la Copa de Oro. Los cuatro ganadores avanzan a semifinales de la Copa de Oro, y los cuatro perdedores a semifinales de la Copa de Plata.
En tanto, los restantes cuatro equipos de la fase de grupos avanzan a semifinales de la Copa de Bronce.

## Calendario
Australia y Japón se incorporan como sedes de la Serie Mundial, mientras que Brasil sale del calendario. Los torneos de Dubái, Australia y Estados Unidos se juegan simultáneamente en las ramas femenina y masculina.
| Torneo         | Estadio                     | Ciudad           | Fecha            |
| -------------- | --------------------------- | ---------------- | ---------------- |
| Dubái          | The Sevens                  | Dubái            | 1-2 de diciembre |
| Australia      | Estadio de Fútbol de Sídney | Sídney           | 3-4 de febrero   |
| Estados Unidos | Estadio Sam Boyd            | Las Vegas        | 3-4 de marzo     |
| Japón          | Honjo Athletic Stadium      | Kitakyushu       | 22-23 de abril   |
| Canadá         | Westhills Stadium           | Langford         | 27-28 de mayo    |
| Francia        | Stade Gabriel Montpied      | Clermont-Ferrand | 24-25 de junio   |

## Resultados
| Copa   | Ganador       | Marcador | Perdedor  | Semifinalistas                  |
| ------ | ------------- | -------- | --------- | ------------------------------- |
| Oro    | Nueva Zelanda | 17 - 5   | Australia | 3º: Rusia 4º: Inglaterra        |
| Plata  | Fiyi          | 17 - 14  | Canadá    | 7º: Francia 8º: Sudáfrica       |
| Bronce | Irlanda       | 14 - 12  | España    | 11º: Estados Unidos 12º: Brasil |

| Copa   | Ganador | Marcador | Perdedor       | Semifinalistas                      |
| ------ | ------- | -------- | -------------- | ----------------------------------- |
| Oro    | Canadá  | 21 - 17  | Estados Unidos | 3º: Nueva Zelanda 4º: Australia     |
| Plata  | Fiyi    | 31 - 12  | Francia        | 7º: Rusia 8º: Irlanda               |
| Bronce | Brasil  | 17 - 12  | Inglaterra     | 11º: España 12º: Papúa Nueva Guinea |

| Copa   | Ganador       | Marcador | Perdedor   | Semifinalistas                |
| ------ | ------------- | -------- | ---------- | ----------------------------- |
| Oro    | Nueva Zelanda | 28 - 5   | Australia  | 3º: Canadá 4º: Estados Unidos |
| Plata  | Fiyi          | 19 - 17  | Rusia      | 7º: Francia 8º: Irlanda       |
| Bronce | España        | 10 - 0   | Inglaterra | 11º: Brasil 12º: Argentina    |

| Copa   | Ganador       | Marcador | Perdedor   | Semifinalistas                 |
| ------ | ------------- | -------- | ---------- | ------------------------------ |
| Oro    | Nueva Zelanda | 17 - 14  | Canadá     | 3º: Australia 4º: Fiyi         |
| Plata  | Rusia         | 31 - 0   | Inglaterra | 7º: Estados Unidos 8º: Francia |
| Bronce | Irlanda       | 26 - 7   | España     | 11º: Brasil 12º: Japón         |

| Copa   | Ganador       | Marcador | Perdedor       | Semifinalistas                |
| ------ | ------------- | -------- | -------------- | ----------------------------- |
| Oro    | Nueva Zelanda | 17 - 7   | Canadá         | 3º: Australia 4º: Francia     |
| Plata  | Rusia         | 26 - 21  | Estados Unidos | 7º: Irlanda 8º: Inglaterra    |
| Bronce | Fiyi          | 31 - 7   | España         | 11º: Brasil 12º: Países Bajos |

| Copa   | Ganador       | Marcador | Perdedor       | Semifinalistas              |
| ------ | ------------- | -------- | -------------- | --------------------------- |
| Oro    | Nueva Zelanda | 22 - 7   | Australia      | 3º: Canadá 4º: Francia      |
| Plata  | Fiyi          | 24 - 19  | Estados Unidos | 7º: Rusia 8º: Irlanda       |
| Bronce | España        | 15 - 14  | Japón          | 11º: Brasil 12º: Inglaterra |

## Tabla de posiciones
Cada torneo otorga puntos de campeonato, según la siguiente escala:
- Copa de Oro: 20 puntos al campeón, 18 puntos al subcampeón, 16 puntos al tercero, 14 puntos al cuarto.
- Copa de Plata: 12 puntos al campeón, 10 puntos al subcampeón, 8 puntos al séptimo, 6 puntos al octavo.
- Copa de Bronce: 4 puntos al campeón, 3 puntos al subcampeón, 2 puntos al decimoprimero, 1 punto al decimosegundo.

| Pos | País               | UAE | AUS | USA | JPN | CAN | FRA | Puntos |
| --- | ------------------ | --- | --- | --- | --- | --- | --- | ------ |
| 1   | Nueva Zelanda      | 20  | 16  | 20  | 20  | 20  | 20  | 116    |
| 2   | Australia          | 18  | 14  | 18  | 16  | 16  | 18  | 100    |
| 3   | Canadá             | 10  | 20  | 16  | 18  | 18  | 16  | 98     |
| 4   | Fiyi               | 12  | 12  | 12  | 14  | 4   | 12  | 66     |
| 5   | Rusia              | 16  | 8   | 10  | 12  | 12  | 8   | 66     |
| 6   | Estados Unidos     | 2   | 18  | 14  | 8   | 10  | 10  | 62     |
| 7   | Francia            | 8   | 10  | 8   | 6   | 14  | 14  | 60     |
| 8   | Inglaterra         | 14  | 3   | 3   | 10  | 6   | 1   | 37     |
| 9   | Irlanda            | 4   | 6   | 6   | 4   | 8   | 6   | 34     |
| 10  | España             | 3   | 2   | 4   | 3   | 3   | 4   | 19     |
| 11  | Brasil             | 1   | 4   | 2   | 2   | 2   | 2   | 13     |
| 12  | Sudáfrica          | 6   | -   | -   | -   | -   | -   | 6      |
| 13  | Japón              | -   | -   | -   | 1   | -   | 3   | 4      |
| 14  | Papúa Nueva Guinea | -   | 1   | -   | -   | -   | -   | 1      |
| 15  | Argentina          | -   | -   | 1   | -   | -   | -   | 1      |
| 16  | Países Bajos       | -   | -   | -   | -   | 1   | -   | 1      |

- Los primeros 9 equipos mantienen su estatus permanente para la siguiente temporada.
- En verde: ya confirmados para la Copa del Mundo de Rugby 7 de 2018.
- En azul: los mejores cuatro no clasificados obtienen su plaza para la Copa del Mundo de Rugby 7 de 2018.
- En amarillo: equipos invitados.

| Bandera de Nueva Zelanda |
| Campeón Nueva Zelanda    |
| Cuarto título            |